# Barbagia di Seulo
La Barbagia di Seulo (Barbàgia 'e Seùlu in sardo) è una regione storica della Sardegna centrale.